# Sébastien Ogier

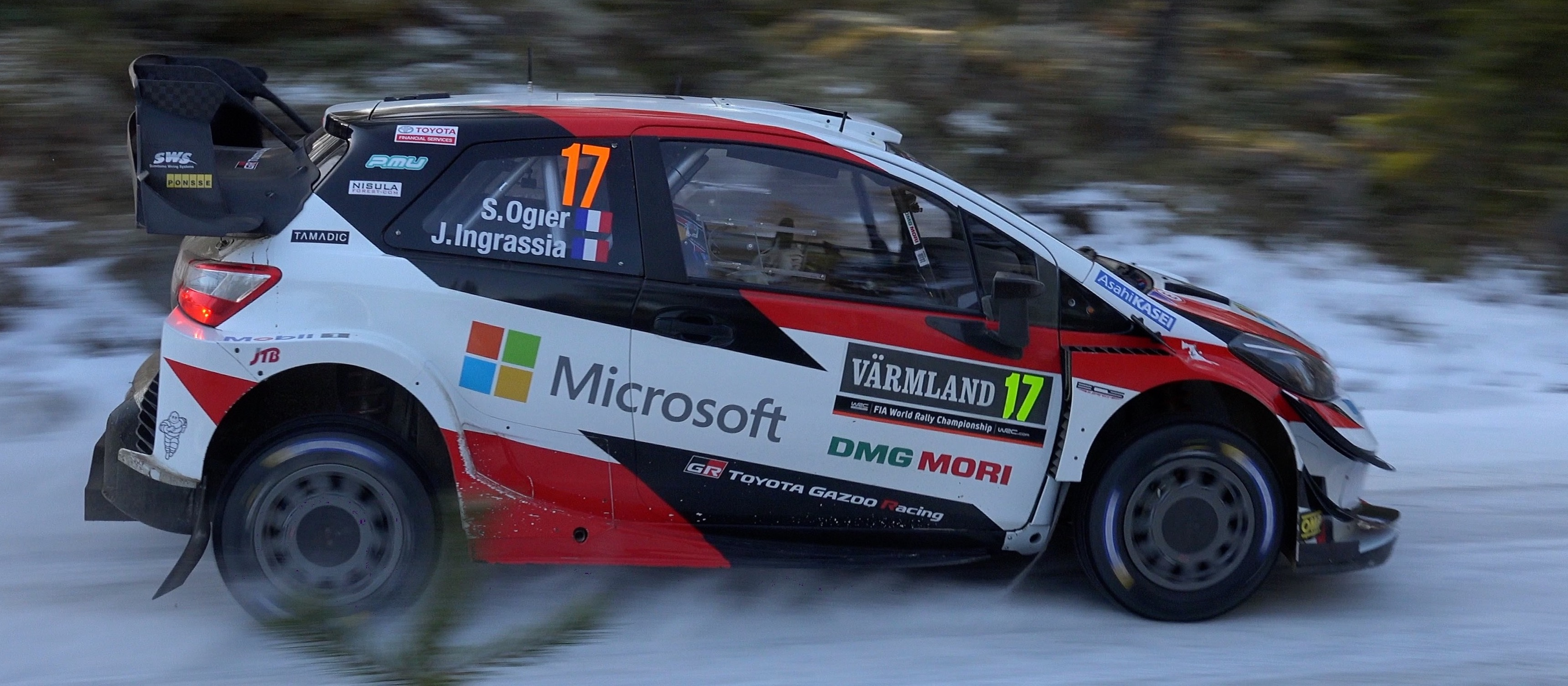
Ogier i sitt andra rally för Toyota, Rally Sweden 2020.

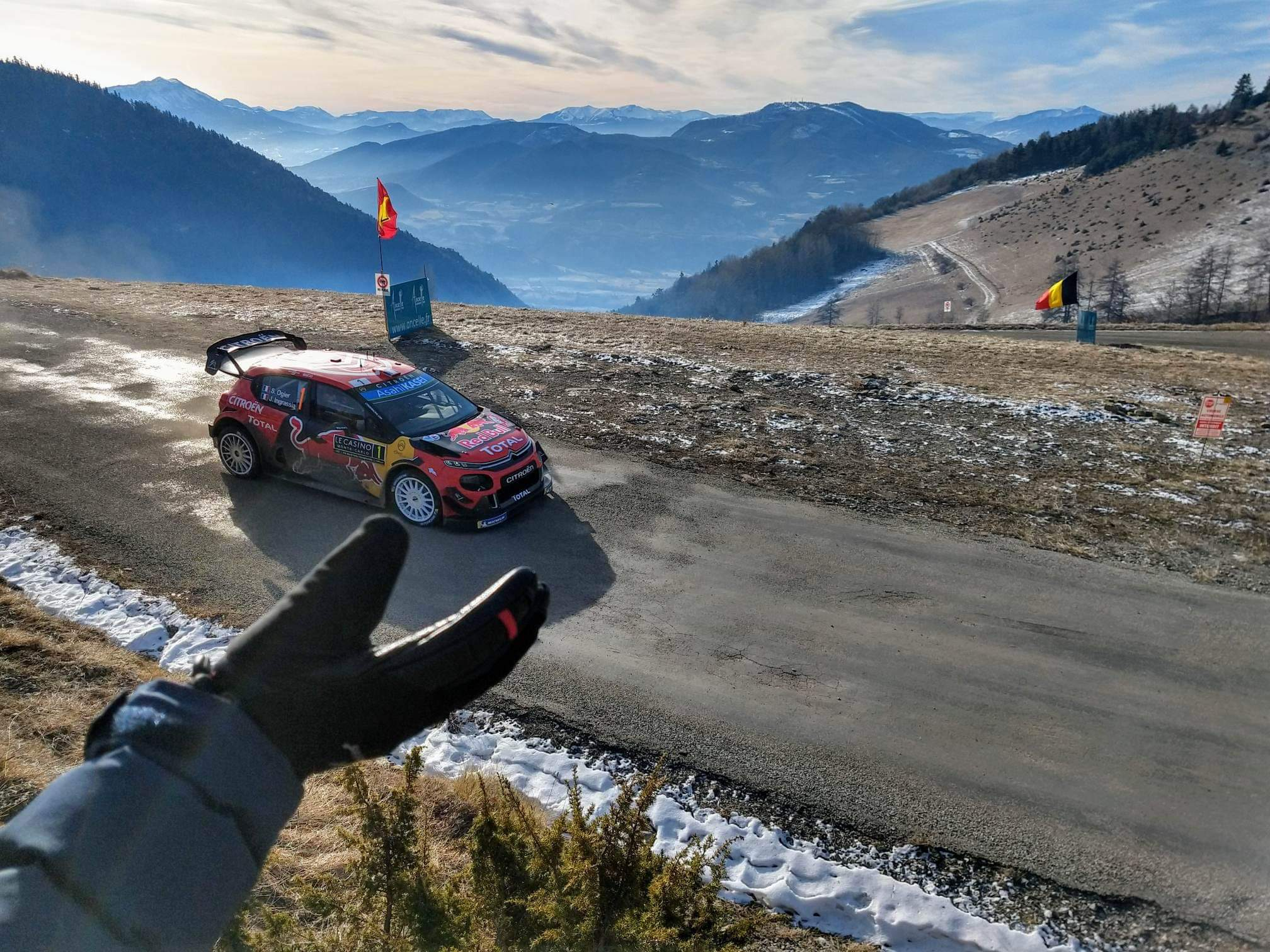
Ogier i Citroën C3 WRC under sitt första rally i sin andra sejour hos Citroën, Rallye Monte-Carlo 2019.

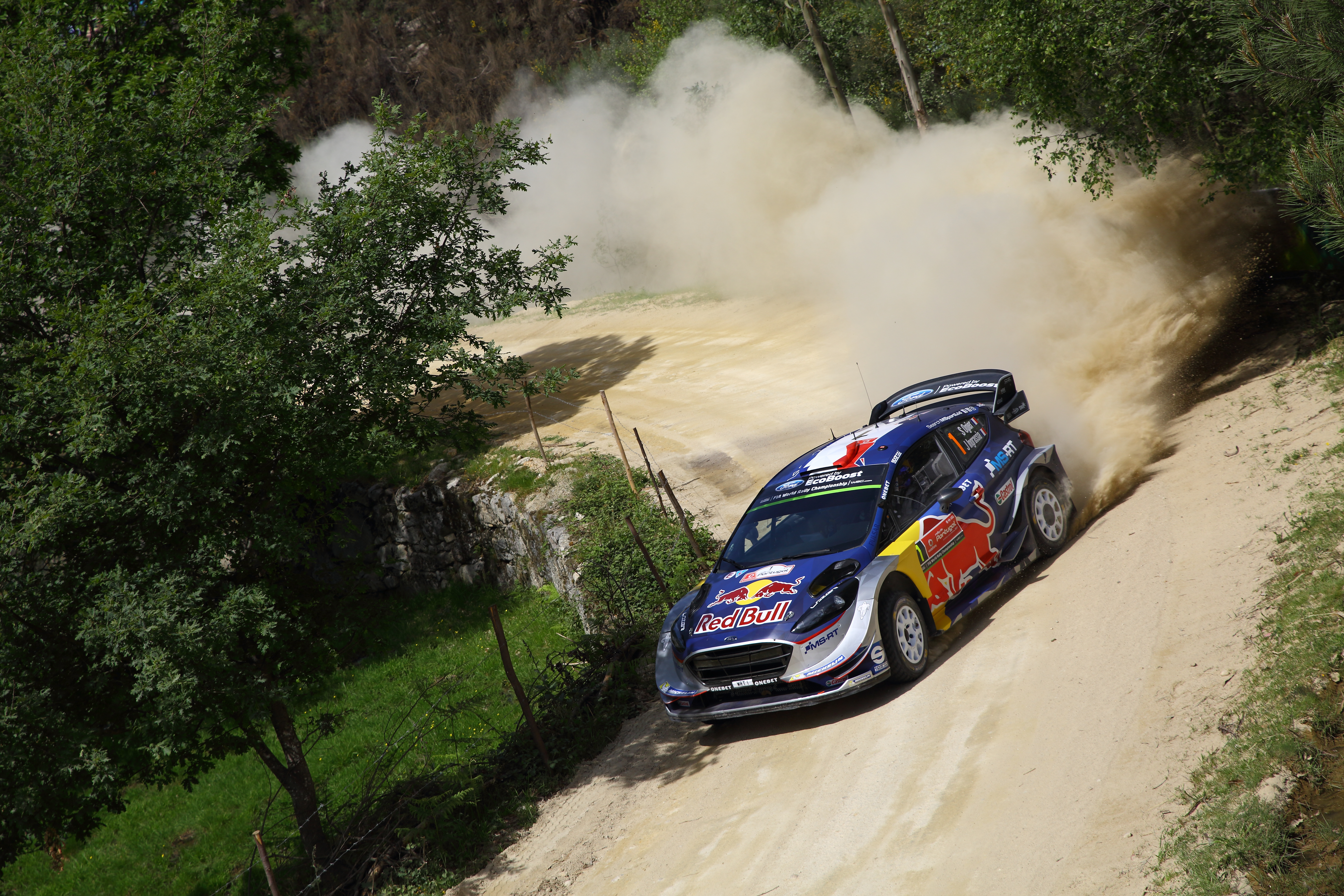
Sébastien Ogier i Ford Fiesta WRC under Rally de Portugal 2017.

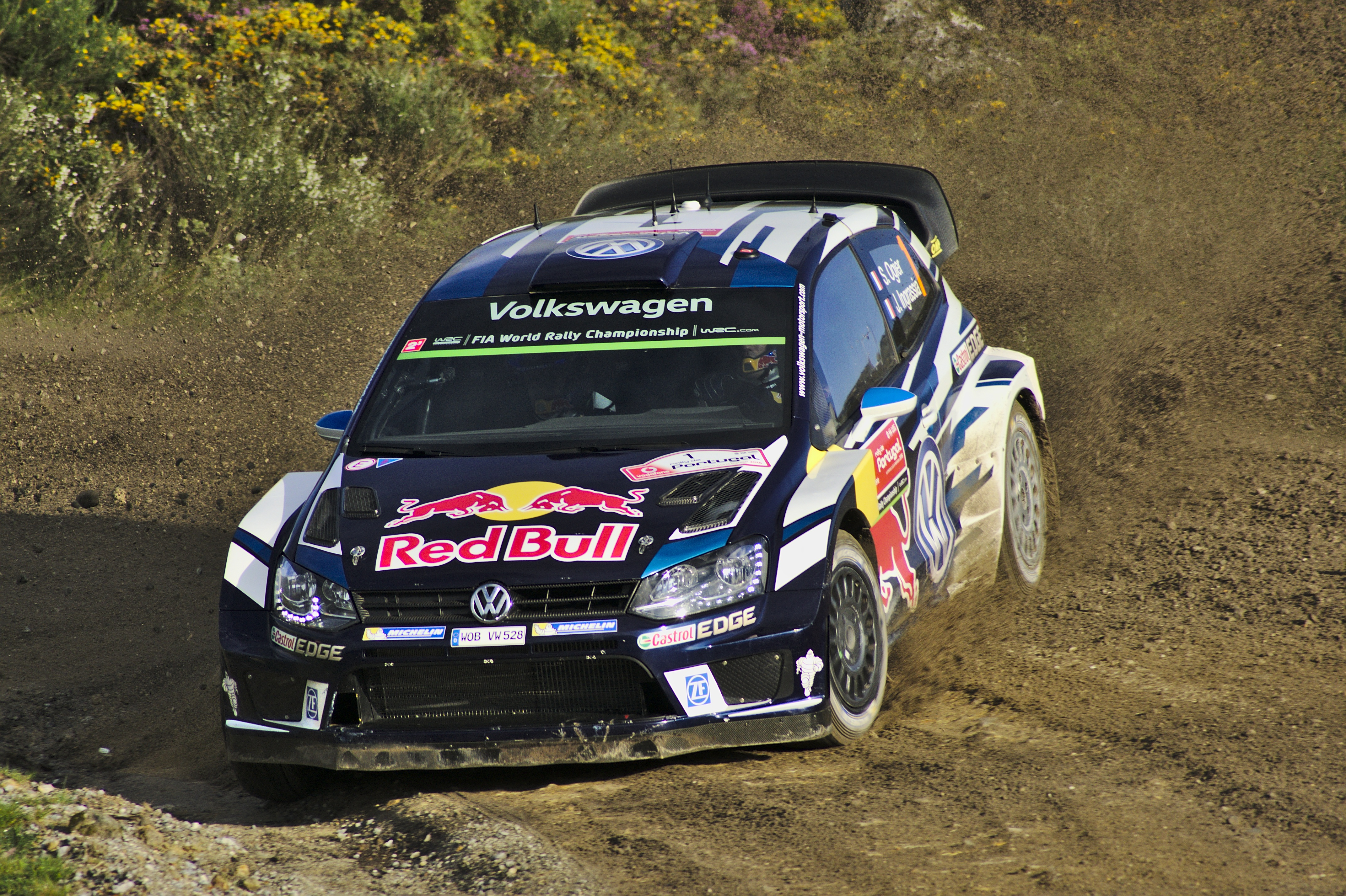
Ogier i en Volkswagen Polo WRC under Rally de Portugal 2016.

Sébastien Ogier, född den 17 december 1983 i Gap, är en fransk professionell rallyförare som kör utvalda tävlingar för Toyota Gazoo Racing i WRC.
Hans kartläsare var länge Julien Ingrassia, som var med från deras gemensamma debut fram till och med 2021.

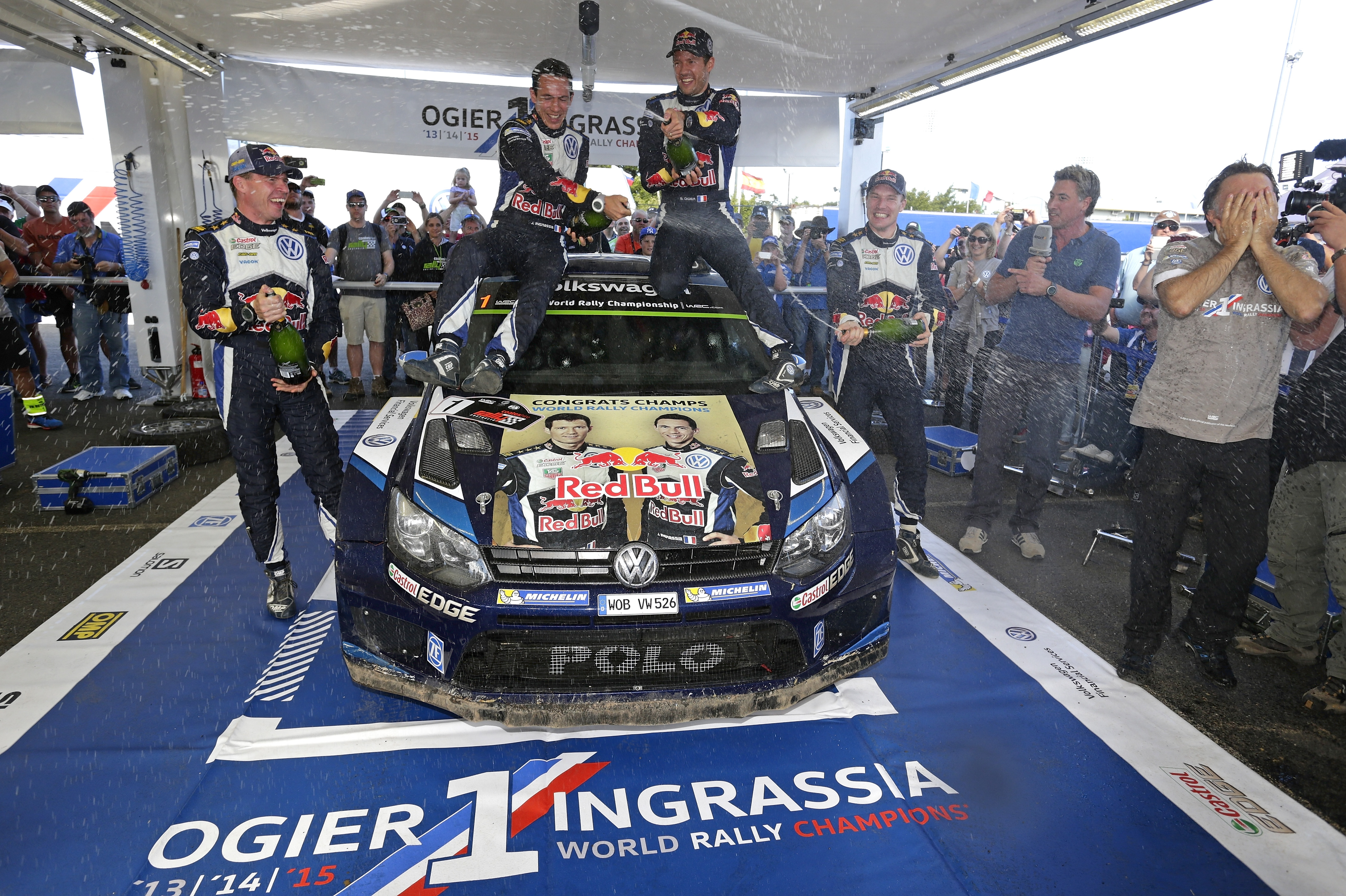
Ogier firar sin tredje raka världsmästartitel med Volkswagen efter Rally Australia 2015.

Ogier har tidigare kört för Citroën Total World Rally Team, M-Sport Ford och Volkswagen.

## Rallykarriär
Ogier vann den franska Peugeot 206-cupen 2007, och fick en finansierad säsong av FFSA (det franska bilsportförbundet), för att köra 2008 års juniorvärldsmästerskap. Han vann i Mexiko, Jordanien och Tyskland, och tog dessutom en WRC-poäng i Mexiko trots att han körde en tvåhjulsdriven bil. 

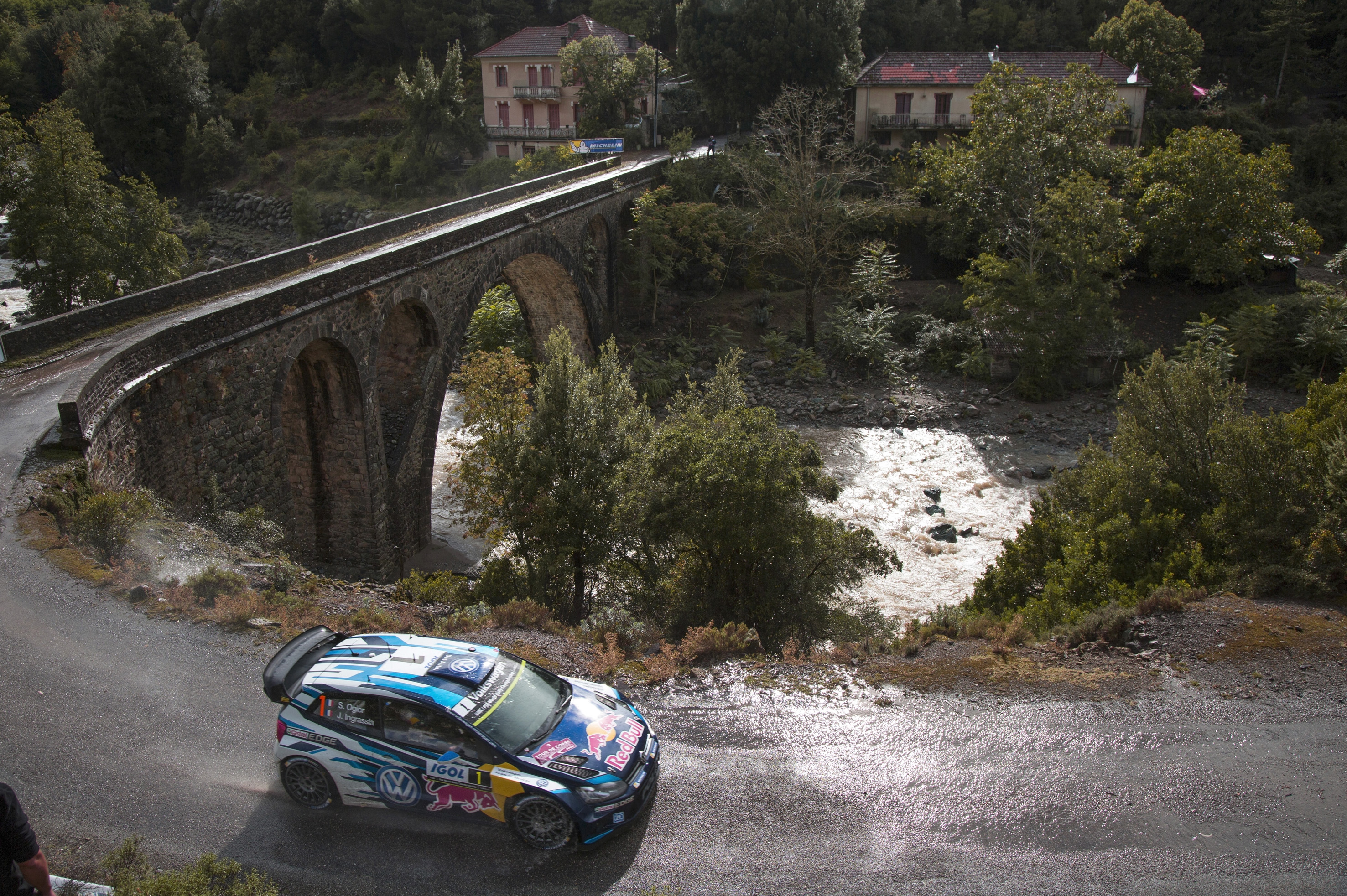
Ogier under Tour de Corse 2015.

Han ledde sedan totalt i sin WRC-debut i Storbritannien innan han rullade och tappade tid. Ogier vann sedan Monte Carlo-rallyt 2009 i en Super 2000-bil i IRC-mästerskapet. Han blev sedan sexa på Irland, i Rally-VM:s säsongspremiär för Citroën.
29 oktober 2017 säkrade han sin femte raka VM-titel under Wales Rally GB, och den första förartiteln för M-Sport Ford någonsin. Han blir som femfaldig världsmästare en av de mest framgångsrika rallyförarna genom tiderna, endast Sébastien Loeb har vunnit fler VM-titlar än Ogier.

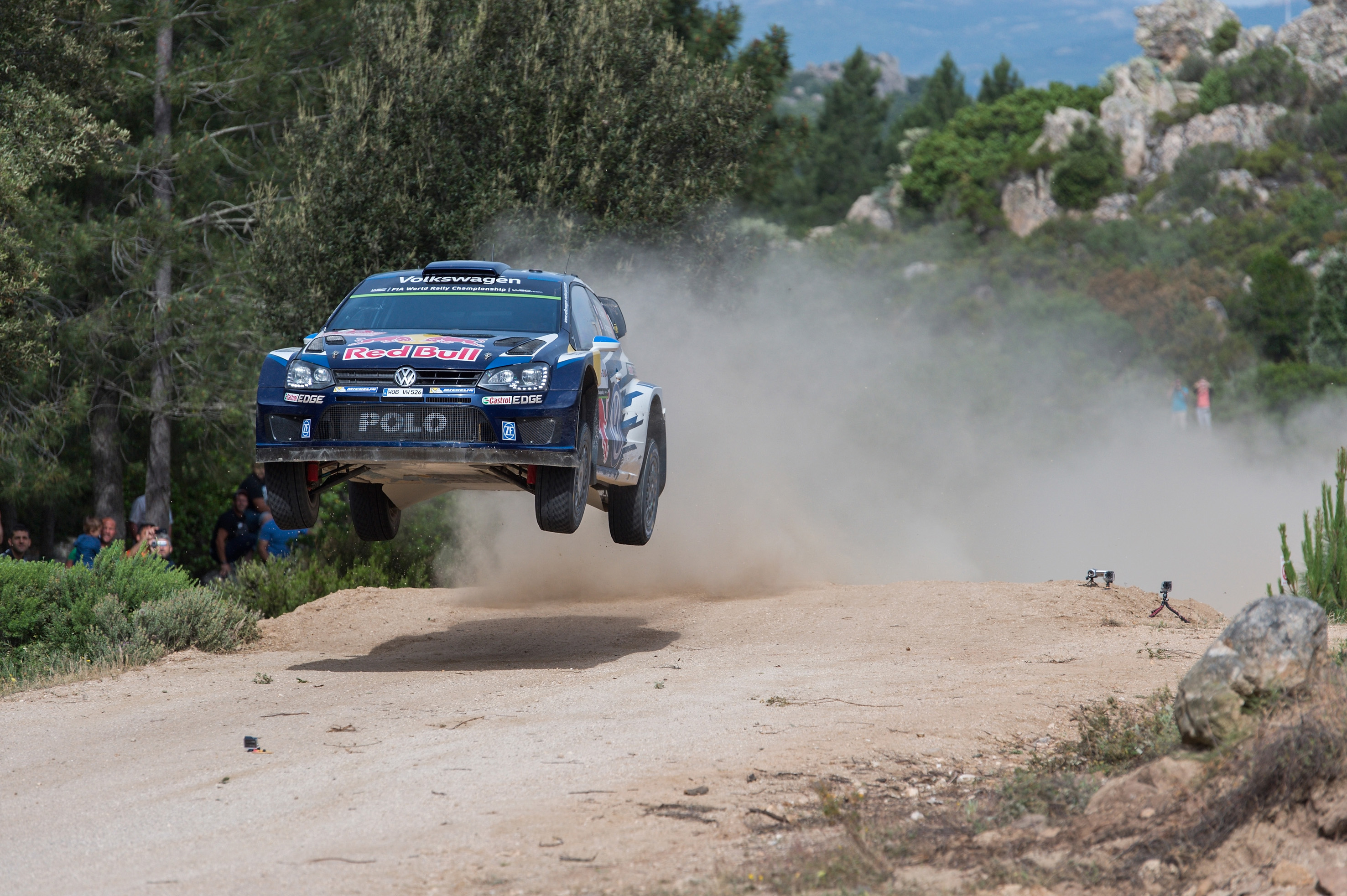
Ogier i Rally Italia Sardegna 2015.

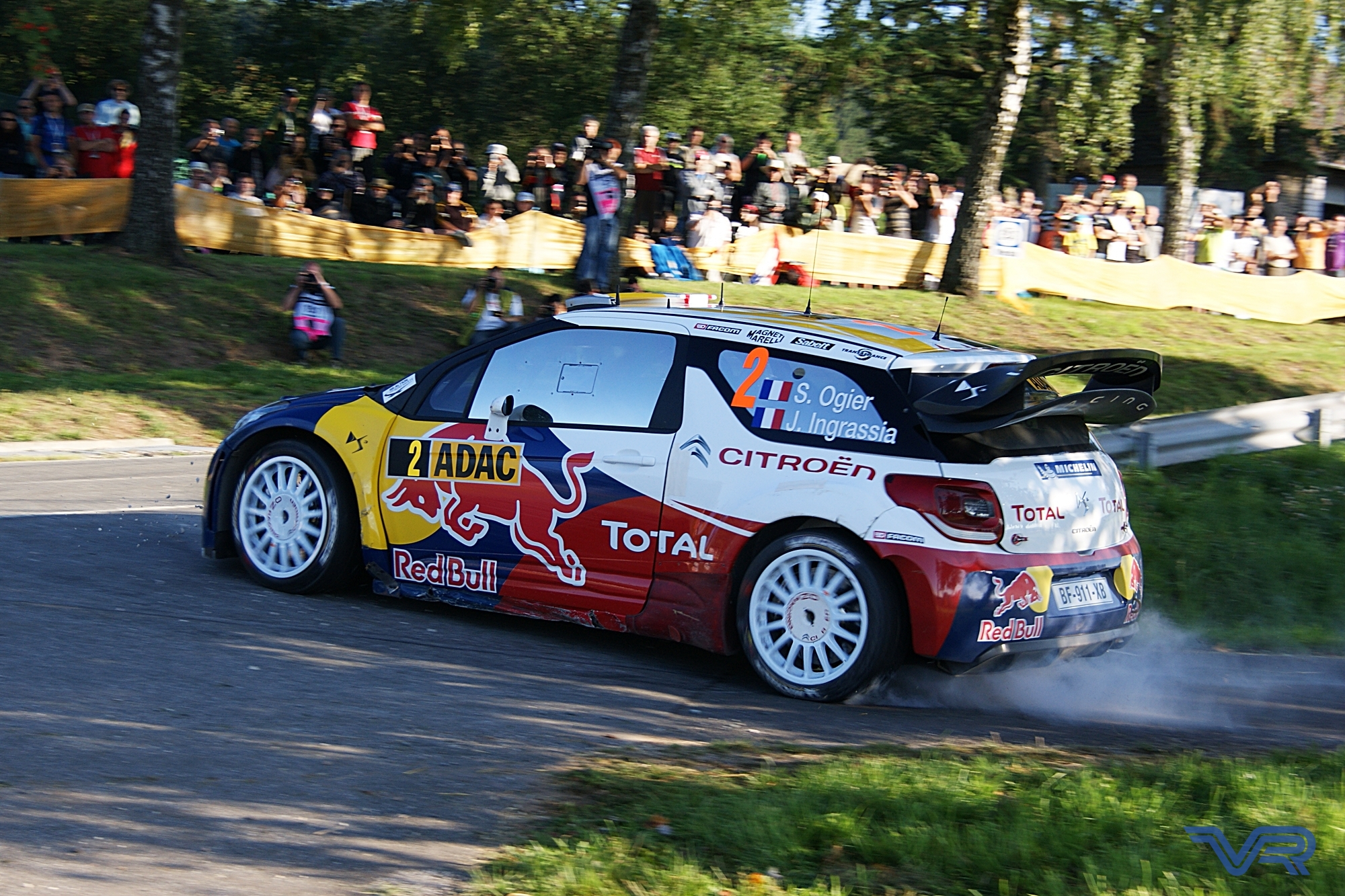
Ogier under sin första sejour hos Citroën, här på väg mot seger i Rallye Deutschland 2011.

## Vinster iWRC[4]
| Säsong | Rally | Kartläsare       | Bil                   |
| ------ | --- | ---------------- | --------------------- |
| 2010   | Vodafone Rally de Portugal Rally Japan | Julien Ingrassia | Citroën C4 WRC        |
| 2011   | Jordan Rally Vodafone Rally de Portugal Acropolis Rally ADAC Rallye Deutschland Rallye de France Alsace                                                                                            | Julien Ingrassia | Citroën DS3 WRC       |
| 2013   | Rally Sweden Rally Guanajuato Mexico Vodafone Rally de Portugal Rally d'Italia Sardegna Neste Oil Rally Finland Coates Hire Rally Australia Rallye de France Alsace Rally Catalunya Wales Rally GB | Julien Ingrassia | Volkswagen Polo R WRC |
| 2014   | Rallye Monte-Carlo Rally Guanajuato Mexico Vodafone Rally de Portugal Rally d'Italia Sardegna Lotos Rally Poland - Rajd Polski Coates Hire Rally Australia Rally Catalunya Wales Rally GB          | Julien Ingrassia | Volkswagen Polo R WRC |
| 2015   | Rallye Monte-Carlo Rally Sweden Rally Guanajuato Mexico Rally d'Italia Sardegna Lotos Rally Poland - Rajd Polski ADAC Rallye Deutschland Coates Hire Rally Australia Wales Rally GB                | Julien Ingrassia | Volkswagen Polo R WRC |
| 2016   | Rallye Monte-Carlo Rally Sweden ADAC Rallye Deutschland Tour de Corse Rally Catalunya Wales Rally GB                                                                                               | Julien Ingrassia | Volkswagen Polo R WRC |
| 2017   | Rallye Monte-Carlo Vodafone Rally de Portugal | Julien Ingrassia | Ford Fiesta WRC       |
| 2018   | Rallye Monte-Carlo Rally Guanajuato Mexico Tour de Corse Wales Rally GB | Julien Ingrassia | Ford Fiesta WRC       |
| 2019   | Rallye Monte-Carlo Rally Guanajuato Mexico Rally Turkey | Julien Ingrassia | Citroën C3 WRC        |
| 2020   | Rally Guanajuato Mexico Rally Monza | Julien Ingrassia | Toyota Yaris WRC      |
| 2021   | Rallye Monte-Carlo Croatia Rally Rally d'Italia Sardegna Safari Rally Rally Monza | Julien Ingrassia | Toyota Yaris WRC      |
| 2022   | Rally Catalunya | Benjamin Veillas | Toyota Yaris Rally1   |

## Utmärkelser
- Riddare av Hederslegionen,  13 juli 2022[5]

[Redigera Wikidata]